# Krajan Kulon
Krajan Kulon is een bestuurslaag in het regentschap Kendal van de provincie Midden-Java, Indonesië. Krajan Kulon telt 11.362 inwoners (volkstelling 2010).